# 뜨랏주
뜨랏주(태국어: ตราด, Trat Province)은 태국의 동부에 위치한 주(짱왓)이다. 이웃하는 주로는 북서쪽으로 짠타부리 주가 있고, 동쪽으로는 캄보디아와 접경을 하며, 남쪽으로는 타이만에 접해 있다.

## 역사

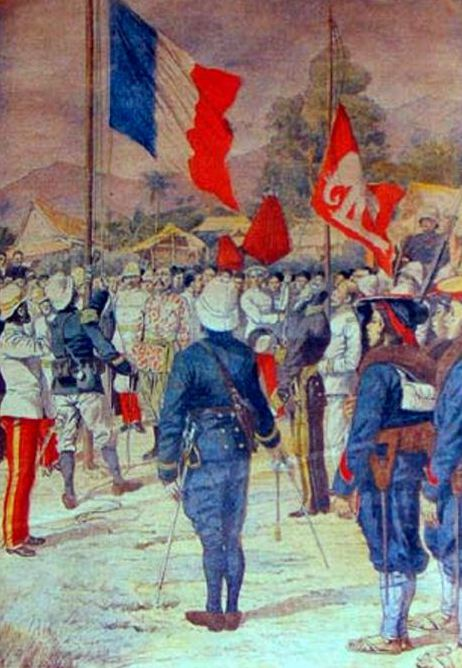
1904년 프랑스의 뜨랏 점령

뜨랏의 역사는 아유타야 왕국의 쁘라삿통 왕의 치세로 거슬러 올라간다. 예전에는 므앙 퉁야이로 불렸던 뜨랏은 전략적인 위치 때문에 태국의 안정과 경제 개발에 중요한 역할을 하였다. 뜨랏은 이후 중국 상인의 거주지가 되었다.
뜨랏은 1767년에 완충지 역할을 하였고 딱신 왕이 버마의 지배로부터 태국을 해방시키는 근거지 역할을 하였다.
뜨랏 주는 1893년 짠타부리 주를 점령한 빡남 사건 이후, 태국은 프랑스에 점령된 짠타부리 주를 되찾기 위해 1904년 뜨랏 주를 프랑스령 인도차이나에 주었고, 1905년의 캄보디아 할양과 교환에 의해 1906년 3월 23일에 태국에 반환되었다.
21세기 초반에 캄보디아 국경에 카지노가 나란히 서, 갬블을 즐기는 태국인 방문객이 즐겨 이용하고 있다.

## 지리
뜨랏 주의 동부에는 해안선과 카르다몸 산맥이 자리를 잡고 있는 지역이며, 그 산맥이 캄보디아의 국경이 되고 있기 때문에, 태국령이 캄보디아 지역에 쏙 들어가 계속되는 흥미로운 광경을 볼 수 있다. 꼬 창은 태국에서 두 번째의 크기를 자랑하는 섬이며, 국립공원으로 지정되어 있다. 또, 짠타부리 주와 함께 보석이 풍부하게 산출되는 지역이기도 하다.

## 행정
이 지방은 7개의 암프(군)와 38개의 땀본(면) 그리고 거기에서 254개의 무반 (행정 구역)(촌)으로 분류된다.
| 1. 므앙뜨랏군 2. 클롱야이군 3. 카오사밍군 4. 보라이군 | 1. 램응옵군 2. 꼬꿋 3. 꼬창 |